# Denny Doherty
Dennis Gerrard Stephen "Denny" Doherty, född 29 november 1940 i Halifax, Nova Scotia, död 19 januari 2007 i Mississauga, Ontario, var en kanadensisk-amerikansk sångare, musiker och låtskrivare, framförallt känd som en av medlemmarna i The Mamas and the Papas.
Doherty började sin musikkarriär i hemlandet Kanada. Senare lärde han känna "Mama" Cass Elliot och blev på så vis medlem i The Mamas and the Papas, baserade i Los Angeles.

## Diskografi

### Solo
Studioalbum
- 1971 – Watcha Gonna Do?
- 1974 – Waiting for a Song

Singlar
- 1971 – "To Claudia on Thursday" / "Tuesday Morning"
- 1971 – "Watcha Gonna Do" / "Gathering The Words"
- 1973 – "Indian Girl" / "Baby Catch The Moon"
- 1973 – "My Song" / "Indian Girl"
- 1974 – "You'll Never Know" / "Good Night and Good Morning"
- 1976 – "Simone" / "Simone"

Samlingsalbum
- 2018 – Of All The Things: The Complete ABC/Dunhill Masters

## Filmografi
- 1984 – Windows (TV-serie)
- 1992 – Hurt Penguins
- 1992 – Oh, What a Night
- 1993 – 2003 – Theodore Tugboat (TV-serie)
- 1997 – Elvis Meets Nixon
- 1997 – Pit Pony (film)
- 1998 – The Real Howard Spitz
- 1999 – 2000 – Pit Pony (TV-serie)
- 2001 – 2001 – Prince Charming (TV-film)
- 2004 – 25 Years of Skinnamarink
- 2005 – This Is Wonderland (TV-serie)
- 2007 – Trailer Park Boys (TV-serie)